# Ново-Ивановское (Ильинское сельское поселение)
Ново-Ивановское — деревня в Кимрском районе Тверской области, входит в состав Ильинского сельского поселения.

## География
Находится в 25 км на юго-запад от центра поселения села Ильинское и в 38 км на северо-запад от райцентра города Кимры.

## История
В 1877 году в селе была построена деревянная Успенская церковь с 3 престолами. 
19 октября 1909 года церковь сгорела до основания. На следующий год возвели временную деревянную церковь Казанской иконы Божией Матери. Одновременно возбудили ходатайство о построении каменного храма с колокольней, на что в 1911 году было получено разрешение: «по проекту, утвержденному строительным отделением Тверского губернского правления построить в прежней ограде новый каменный храм; чтобы работы были даны опытному мастеру по нотариальному условию и производились под наблюдением ответственного техника, от которого при начале работ была взята подписка». В 1913 году проведены работы по каменной кладке храма. Ввиду того, что звон пяти колоколов (из них самый большой весил 15 пудов 28 фунтов) временного храма не устраивал прихожан, им дозволили приобрести большой 250-ти пудовый колокол, для чего употребить имевшуюся медь и часть страховой премии за колокола. Неизвестно, в каком году завершилась постройка каменной церкви и когда начались Богослужения в ней.
В конце XIX — начале XX века село входило в состав Стоянцевской волости Корчевского уезда Тверской губернии. 
С 1929 года деревня являлась центром Новоивановского сельсовета Горицкого района Кимрского округа Московской области, с 1935 года — в составе Калининской области, с 1963 года — в составе Кимрского района, с 1994 года — в составе Кучинского сельского округа, с 2005 года — в составе Ильинского сельского поселения.

## Население
| 1859 | 1887 | 2002 | 2010 |
| ---- | ---- | ---- | ---- |
| 381  | ↘365 | ↘3   | ↘0   |

## Достопримечательности
В деревне расположена недействующая Церковь Успения Пресвятой Богородицы (1877).